# The Jungle (pel·lícula)
The Jungle és una pel·lícula muda estatunidenca de l'any 1914, del gènere dramàtic, produïda per All-Star Feature Corporation, i protagonitzada per George Nash. La pel·lícula és una adaptació de la novel·la del mateix nom de l'escriptor americà Upton Sinclair. El mateix Sinclair, que va coproduir el film, hi apareix al començament de la pel·lícula, en una mena de pròleg.
El film descriu, mitjançant l'odissea personal i familiar d'uns emigrants lituans al suburbi de "Packingtown" a principis del segle xx, la pobresa i precàries condicions de vida i de treball, i la desesperança de la classe obrera immigrant que treballava a la indústria envasadora de carn als "Stockyards" ((anglès): corrals de bestiar) de Chicago, i el contrast amb la molt arrelada corrupció dels qui exercien el poder. La pel·lícula incloïa (a diferència de la novel·la original) l'escena de la mort, pel protagonista Jurgis Rudkus, del capatàs Connor, violador de la seva jove muller Ona, llençant-lo en un corral de bestiar que li passa per sobre matant-lo.
El film era habitualment projectat en mítings socialistes als Estats Units de l'època. Sinclair fou un activista polític d'esquerres relacionat amb el Socialisme estatunidenc.
Avui en dia se la considera una pel·lícula perduda (lost film).

## Repartiment
- George Nash com Jurgis Rudkus
- Gail Kane com Ona
- Julia Hurley com Elzbieta
- Robert Cummings com Connor
- Alice Marc com Marija
- Robert Paton Gibbs com Antanas
- Clarence Handyside com John Durham
- E. P. Evers com Freddy Durham
- George Irving
- Upton Sinclair com ell mateix